# Sindou Dosso
Sindou Dosso (23 aprile 1986) è un ex calciatore ivoriano, di ruolo attaccante.

## Carriera

### Club
Ha giocato nella massima serie dei campionati ungherese, israeliano e vietnamita.